# Wake Me Up When September Ends
Wake Me Up When September Ends è un singolo del gruppo musicale pop punk statunitense Green Day uscito nel giugno 2005. È il quarto estratto da American Idiot, settimo album studio della band, pubblicato nel 2004.

## Descrizione
Il brano è stato scritto dal cantante del gruppo, Billie Joe Armstrong, per il padre, deceduto nel settembre 1982 a causa di un tumore. Il titolo del brano ("Svegliami quando settembre è finito") venne pronunciato da Armstrong alla madre nel giorno del funerale del padre.
Negli Stati Uniti la canzone ha assunto un connotato simbolico in seguito all'uragano Katrina ed è considerata anche una dedica alle vittime degli attentati dell'11 settembre 2001.

## Video musicale
Il videoclip che accompagna il brano è una riflessione sul dolore provocato dalle conseguenze della guerra in Iraq, viste le molte scene su di essa, ed è stato diretto da Samuel Bayer e interpretato da Jamie Bell ed Evan Rachel Wood.
Esso racconta di una coppia di giovani molto innamorati, ma Jamie Bell, il fidanzato, decide di arruolarsi nel Corpo dei Marines e successivamente viene mandato in Iraq. Come si evince da alcune scene del video la motivazione di tale decisione, oltre a una scelta etica di fondo, è dovuta alla mancanza di prospettive del ragazzo, che durante il video viene chiaramente raffigurato come squattrinato, senza prospettive e in evidente difficoltà con la sua ragazza per questo. Tale descrizione della situazione del giovane, e la sua conseguente decisione di arruolarsi per avere una stabilità economica, può essere vista come una sorta di critica sociale alla condizione di indigenza e scarsità di prospettive della generazione moderna.

## Accoglienza
Wake Me Up When September Ends è il secondo e ultimo singolo del gruppo ad entrare nella top 10 della Billboard Hot 100, avendo raggiunto la sesta posizione in classifica; ha inoltre interrotto una serie di tre successi consecutivi dei Green Day in vetta alla Alternative Songs (American Idiot, Boulevard of Broken Dreams e Holiday), fermandosi al secondo posto dietro Feel Good Inc dei Gorillaz.

## Tracce
UK CD single 1 / European CD single
1. Wake Me Up When September Ends – 4:45
2. Give Me Novacaine (live at VH1 Storytellers, Culver City, California on February 15, 2005) – 3:38

UK CD single 2
1. Wake Me Up When September Ends – 4:45
2. Homecoming (live at VH1 Storytellers, Culver City, California on February 15, 2005) – 9:24
3. Hitchin' a Ride – 2:52

UK 7"
- Side A

1. Wake Me Up When September Ends – 4:45

- Side B

1. Give Me Novacaine (live at VH1 Storytellers, Culver City, California on February 15, 2005) – 3:38

Australian CD single
1. Wake Me Up When September Ends – 4:45
2. Give Me Novacaine (live at VH1 Storytellers, Culver City, California on February 15, 2005) – 3:38
3. Homecoming (live at VH1 Storytellers, Culver City, California on February 15, 2005) – 9:24

Live (iTunes exclusive)
1. Wake Me Up When September Ends (live at Foxboro, Massachusetts on September 3, 2005) – 5:40

## Formazione
- Billie Joe Armstrong – voce principale e chitarra
- Mike Dirnt – voce e basso
- Tré Cool – batteria

## Classifiche
| Classifica (2005)             | Posizione massima |
| ----------------------------- | ----------------- |
| Australia                     | 13                |
| Austria                       | 15                |
| Belgio (Fiandre)              | 53                |
| Belgio (Vallonia)             | 52                |
| Canada                        | 33                |
| Germania                      | 22                |
| Irlanda                       | 13                |
| Italia                        | 33                |
| Nuova Zelanda                 | 10                |
| Paesi Bassi                   | 44                |
| Regno Unito                   | 8                 |
| Stati Uniti                   | 6                 |
| Stati Uniti (alternative)     | 2                 |
| Stati Uniti (mainstream rock) | 12                |
| Svezia                        | 21                |
| Svizzera                      | 22                |